# Geografische Namen im Kudrunlied
Nachfolgend findet sich eine alphabetische Liste der geografischen Namen im Kudrunlied. Die Liste orientiert sich an den Forschungsergebnissen von W. Roesler und umfasst, nach Angaben des Autors, alle geografischen Namen der Dichtung.

## Allgemeines
Das etwa um 1233 entstandene Kudrunlied enthält eine Reihe von geografischen Bezeichnungen, die seit der Wiederentdeckung der Handschrift Anfang des 19. Jahrhunderts zu zahllosen Untersuchungen und Spekulationen über die Herkunft geführt haben. W. Roesler vermutet, dass der Dichter des Kudrunlieds zwar ein stimmiges geografisches Bild für seine Dichtung entwickelt hatte, dieses jedoch eine fiktive Geografie darstellt, die lediglich bedingt mit 'realistischen' geografischen Orten in Einklang zu bringen ist. Vielmehr basieren die vom (unbekannten) Dichter herangezogenen Orte auf "bekannten" Orten, die damalig in der höfischen Dichtung und mündlichen Überlieferungen kursierten. Teilweise könnten, so der Autor, geläufige Ortsnamen aus anderen zeitgenössischen Dichtungen entnommen worden sein. Roesler listet hierzu neun zeitgenössische Dichtungen auf (u. a. Parzival, Nibelungen usw.), in denen er regelmäßig gleichlautende Ortsnamen wie im Kudrun entdeckt hat. Neben einer kurzgefassten Erläuterung der fiktiven Geografie und politischen Verhältnisse innerhalb der Dichtung werden vom Autor umfangreich Erklärungsmöglichkeiten für die mögliche Herkunft bzw. die Auswahl des Kudrun-Dichters für einen bestimmten 'Kudrun'-Ort dargelegt. Diese können nachfolgend lediglich in maximal verkürzter Form aufgeführt werden (Spalte: Mögliche Herkunft). Die umfangreich in der Literatur vorgenommenen Identifizierungsversuche der realen geografischen Orte stehen demgegenüber für den Autoren nicht im Vordergrund. Hierzu wird auf die weiterführende Literatur verwiesen.

## Liste
Abkürzung der zeitgenössischen lit. Quellen:
- B	Biterolf
- D	Dietrichs Flucht
- K	Strickers Karl der Große
- N	Nibelungen
- P	Parzival
- Ra Rabenschlacht
- Ro Rolandslied
- T	Tristan
- W	Wilhelm von Österreich

| Lfd. Nr. | Name                                                                               | Innerhalb der Dichtung                                                                                       | Mögliche Herkunft | Auch in           | Anzahl der Nennungen im 'Kudrun' |
| -------- | ---------------------------------------------------------------------------------- | --- | --- | ----------------- | -------------------------------- |
| 1        | Abakie, Abakine                                                                    | Land oder Ort in Morlant, zu Sivrit gehörig                                                                  | mögl. dichterische Erfindung |                   | 2                                |
| 2        | Abali, Abalie                                                                      | Warenherkunftsland                                                                                           | mögl. Handschrift unlesbar ("verderbt"). | B                 | 4                                |
| 3        | Alzabe                                                                             | Land in Morlant, zu Sifrit gehörig                                                                           | mögl. dichterische Erfindung | B                 | 10                               |
| 4        | Amile                                                                              | Begriff für Hohe Sangeskunst                                                                                 | mögl. dichterische Erfindung |                   | 1                                |
| 5        | Arabe, Arabi, Araben                                                               | Warenherkunftsland                                                                                           | mögl. dichterische Erfindung (exotisch klingendes Land)                                                                                                | P,N,T,B,K,W       | 4                                |
| 6        | Baljan                                                                             | Hauptsitz und Hof in 'Irlant', zu Sigebant und Hagen gehörig, Handlungsschauplatz                            | mögl. dichterische Erfindung |                   | 5                                |
| 7        | Dietmers                                                                           | Provinzland in Hetels Reich                                                                                  | Dithmarschen, in zeitgenössischer Wahrnehmung | D                 | 1                                |
| 8        | Franke                                                                             | Inbegriff eines 'wilden' Menschen                                                                            | Sachsen und Franken als Inbegriff barbarischer und kriegerischer Völker                                                                                | T,W,B,K,D         | 1                                |
| 9        | Friedeschotten                                                                     | Herkunftsland von Uote                                                                                       | mögl. nach Friedebrand von Schotten aus Parzival |                   | 3                                |
| 10       | Friesen, Frieslant                                                                 | Provinzland in Hetels Reich, im Hildeteil von Morunc und Irolt verwaltet, im Kudrunteil von Irolt            | Friesland in zeitgenössischer Wahrnehmung | K, Ro             | 6                                |
| 11       | Galeis                                                                             | befreundetes Land neben Herwics Gebiets                                                                      | Waleis / Galeis mögl. aus der Artuslegende, Parzival                                                                                                   | T                 | 1                                |
| 12       | Galitzenlant                                                                       | Neben 'Portigal' als Herkunftsland von Hildeburc                                                             | Galicien, in zeitgenössischer Wahrnehmung | P                 | 2                                |
| 13       | Garade, Garadie, Garadine                                                          | Land in der Nähe 'Irlants'                                                                                   | mögl. aus der Artuslegende und Parzival | P,B               | 10                               |
| 14       | Givers                                                                             | märchenhafte Gegend vor einem Berg, im Küstengebiet von Tenemarke                                            | mögl. aus der Artuslegende: Mons Gyber = Ätna. |                   | 5                                |
| 15       | Gustrate                                                                           | Ort eines Sonnenuntergangs                                                                                   | 1 × genannt, mögl. Golster (in alten Seekarten markierter Küstenpunkt bei Start Point (Devon), zwischen Dartmouth und Plymouth)                        |                   | 1                                |
| 16       | Hegelinge(n), Hegelingenlant                                                       | Stammland Hetels, Handlungsschauplatz                                                                        | Vielfältige Deutungen |                   | 108                              |
| 17       | Holzanelant, Holzsaezen                                                            | Provinzland Hetels                                                                                           | Holstengau |                   | 3                                |
| 18       | Ikarja                                                                             | Land in 'Morlant', Sivrit befreundet                                                                         | 1 × genannt, mögl. Ikaria aus der Odyssee |                   | 1                                |
| 19       | India, Indien                                                                      | Heimat der ältesten der Jungfrauen auf der Insel der grifen                                                  | mögl. dichterische Erfindung (möglichst fernes Land)                                                                                                   | P,N,W             | 4                                |
| 20       | Irlant, Irriche                                                                    | Heimat und Reich Sigebants, Hagens und Hildes, Handlungsschauplatz                                           | Irland in der Artuslegende und höfischen Sagenstoffen                                                                                                  | P,T,B,W,K,Ra,Ro   | 48                               |
| 21       | Iserlant                                                                           | Heimatlant der jüngsten der 3 Jungfrauen in der Gewalt der Greifen (Hagenteil)                               | 1 × genannt, mögl. Island in der höfischen Dichtung | P,N,D             | 2                                |
| 22       | Campalie                                                                           | Warenherkunftsort oder -land                                                                                 | 1 × genannt, vielfältige Deutungen | Ro                | 1                                |
| 23       | Campatille                                                                         | Sitz und Hof Hetels, Handlungsschauplatz                                                                     | 1 × genannt, vielfältige Deutungen |                   | 1                                |
| 24       | Karade, Karadie, Karadine                                                          | Land in 'Morlant', zu Sivrit gehörig                                                                         | Vielfältige Deutungen | P,B               | 15                               |
| 25       | Kassiane                                                                           | Burg in 'Ormanide', Sitz und Hof Ludewics bzw. Hartmuots, Handlungsschauplatz                                | mögl. dichterische Erfindung |                   | 4                                |
| 26       | Matelane                                                                           | Burg in 'Hegelingen', Sitz und Hof Hetels, Handlungsschauplatz                                               | Vielfältige Deutungen |                   | 19                               |
| 27       | Morlant, Morrische                                                                 | Gesamtname für das Herrschaftsgebiet Sivrits, Bewohner von Morlant: Moere                                    | Vielfältige Deutungen | P,W,Ra,Ro         | 34                               |
| 28       | Niflant                                                                            | Provinzland in Hetels Reich, von Morunc verwaltet                                                            | mögl. Land der Nibelungen oder Livland | N,W               | 2                                |
| 29       | Normandie(lant), Normandine, Normanielant, Ormanie(lant), Ormanierisch, Orman(d)in | Reich Ludewics u. Hartmuots (dazu: Gerlints u. Ortuns), Handlungsschauplatz                                  | Normandie in zeitgenössischer Wahrnehmung | P,T,B,K,W,Ra,Ro,D | 91                               |
| 30       | Nortlant, Nortriche, Orlant, Hortlant u.v.m                                        | Provinzland in Hetels Reich, im Hildeteil von Irolt verwaltet, im Kudrunteil von Ortwin, Handlungsschauplatz | Vielfältige Deutungen, u. a. Jütland, Norwegen |                   | 30                               |
| 31       | Norwaege                                                                           | Heimatland Uotes, der Gattin Sigebants                                                                       | 2 × genannt, Norwegen in zeitgenössischer Wahrnehmung, vgl. Nortlant                                                                                   | P,N,T,W,Ra,D      | 2                                |
| 32       | Polan                                                                              | Landes- bzw. Ortsname (ausdrücklich kein Handlungsschauplatz)                                                | 1 × genannt, mögl. Polen | N,B,K,Ra,Ro,D     | 1                                |
| 33       | Portugal, Portigal                                                                 | Heimat Hildeburcs (vgl. 'Galitzenland')                                                                      | „...Portigal, India and Iserlant are the extremes of the world to the east, west and north...“, Galicien bzw. Portugal in zeitgenössischer Wahrnehmung | W,K               | 4                                |
| 34       | Sahse                                                                              | Inbegriff eines 'wilden' Menschen                                                                            | Sachsen und Franken als Inbegriff barbarischer und kriegerischer Völker                                                                                | N,T,B,K,W,Ra,Ro   | 2                                |
| 35       | Salme                                                                              | wie 'Garade' Land oder Sitz eines Königs in der Nachbarschaft 'Irlants'                                      | 1 × genannt, mögl. dichterische Erfindung |                   | 1                                |
| 36       | Selant, Sewen                                                                      | Herrschaftsgebiet Herwics                                                                                    | Provinz Zeeland, Sjaelland oder Sieben Friesische Seelande                                                                                             | Ra                | 16                               |
| 37       | spanisch (Adj.)                                                                    | Adjektiv zu einem Warenherkunftsland                                                                         | z. B. ""spanisches Messing"" | N,T               | 1                                |
| 38       | Stürmen, Sturmlant                                                                 | Provinzland von Hetels Reich, von Wate verwaltet                                                             | Gau Sturmi (Verden) oder Gau Stormarn (Nordelbien) |                   | 35                               |
| 39       | Swaben                                                                             | Inbegriff reicher Ausrüstung der Ritter                                                                      | Schwaben, im Vergleich zu Sahse u. Franke positiv/wohlwollend besetzt                                                                                  | N,B,K,W,Ro,D      | 1                                |
| 40       | Tenelant                                                                           | Bezeichnung für das Herrschaftsgebiet Hetels, Tene: Bewohner von Tenelant                                    | Dänemark, in zeitgenössischer Wahrnehmung |                   | 52                               |
| 41       | Tenemarke, Teneriche                                                               | Provinzland in Hetels Reich, von Horant verwaltet                                                            | vgl. Tenelant | N,T,B,K,W,Ra,Ro,D | 43                               |
| 42       | Waleis                                                                             | Provinzland in Hetels Reich, Handlungsschauplatz, im Kudrunteil von Morunc verwaltet                         | Waleis / Galeis mögl. aus der Artuslegende, Parzival                                                                                                   | P                 | 15                               |
| 43       | (Westerwald)                                                                       | (Warenherkunftsland)                                                                                         | Westerwald |                   | 1                                |
| 44       | Wülpensant, Wülpenwert                                                             | Ort im Meer, Kampfplatz zwischen 'Hegelingen' und Ormanie                                                    | vgl. Wülpensand |                   | 13                               |